# تروبرد (فیلم ۱۹۳۶)
«تروبرد» (انگلیسی: Thoroughbred (film)) یک فیلم به کارگردانی کن جی. هال است که در سال ۱۹۳۶ منتشر شد. از بازیگران آن می‌توان به هلن توئلوتریز و جان لانگدن اشاره کرد.